# Luxemburg címere
Luxemburg címere egy fehér és kék vízszintes sávokból álló pajzs, amelyen egy ágaskodó, vörös színű oroszlánt helyezték el. A koronázott pajzsot két, kifelé néző, aranyszínű oroszlán tartja, valamint egy vörös és hermelin színű palást fogja körül, amit felül egy újabb aranyszínű korona díszít.